# Andres Dumitrescu
Andres Mihai Dumitrescu (Slatina, 11 marzo 2001) è un calciatore rumeno, difensore del Sepsi in prestito dallo Slavia Praga.

## Carriera

### Club
Dopo aver trascorso il 2019 nelle giovanili di Padova e Lugano, nel gennaio 2020 si è trasferito allo Sepsi. Ha esordito in Liga I con il Sepsi il 23 novembre 2020 contro il Chindia Târgoviște.
Il 4 settembre 2023 firma un contratto quadriennale con lo Slavia Praga.
Il 31 gennaio 2024, dopo avere trovato poco spazio, fa ritorno al Sepsi con la formula del prestito.

### Nazionale
Ha giocato nelle nazionali giovanili rumene Under-17, Under-18, Under-19 ed Under-21.

## Statistiche

### Presenze e reti nei club
Statistiche aggiornate al 19 febbraio 2022.
| Stagione        | Squadra         | Campionato      | Campionato | Campionato | Coppe nazionali | Coppe nazionali | Coppe nazionali | Coppe continentali | Coppe continentali | Coppe continentali | Altre coppe | Altre coppe | Altre coppe | Totale | Totale |
| Stagione        | Squadra         | Comp            | Pres       | Reti       | Comp            | Pres            | Reti            | Comp               | Pres               | Reti               | Comp        | Pres        | Reti        | Pres   | Reti   |
| --------------- | --------------- | --------------- | ---------- | ---------- | --------------- | --------------- | --------------- | ------------------ | ------------------ | ------------------ | ----------- | ----------- | ----------- | ------ | ------ |
| gen.-giu. 2020  | Sepsi           | L1              | 0          | 0          | CR              | 0               | 0               |                    | -                  | -                  |             | -           | -           | 0      | 0      |
| 2020-2021       | Sepsi           | L1              | 9          | 0          | CR              | 1               | 0               |                    | -                  | -                  |             | -           | -           | 10     | 0      |
| 2021-2022       | Sepsi           | L1              | 16         | 1          | CR              | 2               | 0               | UECL               | 0                  | 0                  |             | -           | -           | 18     | 1      |
| Totale carriera | Totale carriera | Totale carriera | 25         | 1          |                 | 3               | 0               |                    | 0                  | 0                  |             | -           | -           | 28     | 1      |

## Palmarès

### Club

#### Competizioni nazionali
- Coppa di Romania: 2

Sepsi: 2021-2022, 2022-2023
- Supercoppa di Romania: 1

Sepsi: 2022